# Prasat Non Ku

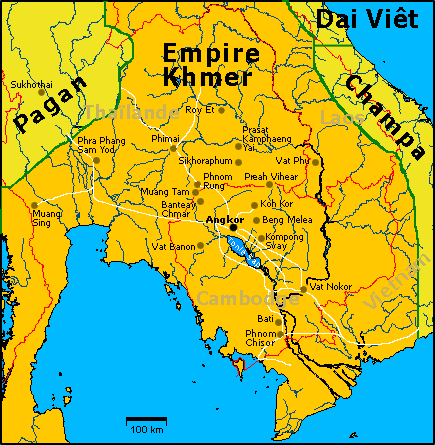
Principaux sites khmers

Le Prasat Non Ku (thaï : ปราสาทหินโนนกู่) est un temple khmer situé en Thaïlande, dans la province de Nakhon Ratchasima, District de Sung Noen. On pense que c'était l'un des temples, avec le Prasat Mueang Kaek, de la ville de Muang Khorakhopura. C'est un petit ensemble de bâtiments faits de brique et de grès, dédiés au culte hindouiste, et construit par Jayavarman IV (928-942) qui comprend une enceinte de 32 mètres sur 24 percée de deux gopuras à l'est et à l'ouest, deux bannalais orientés à l'ouest et une tour sanctuaire orientée à l'est.
Sur place on a trouvé quelques antéfixes et statues qui sont conservées maintenant au Musée Mahawirawong de Nakhon Ratchasima: des gardiens à visage de démon, un garuda et de petites reproductions de la tour sanctuaire.

## Photographies

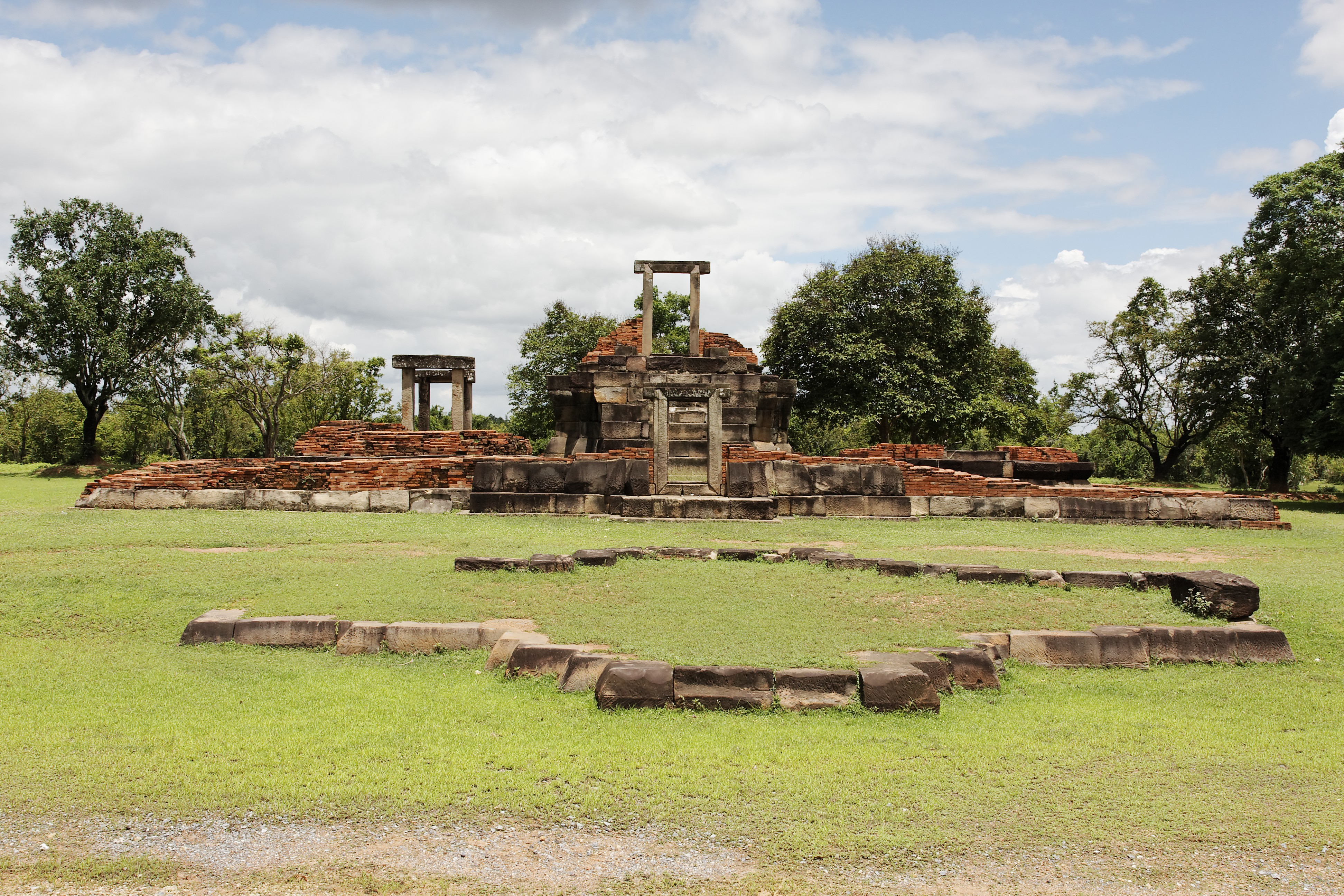
Au premier plan le Gopura, plus loin les restes du sanctuaire
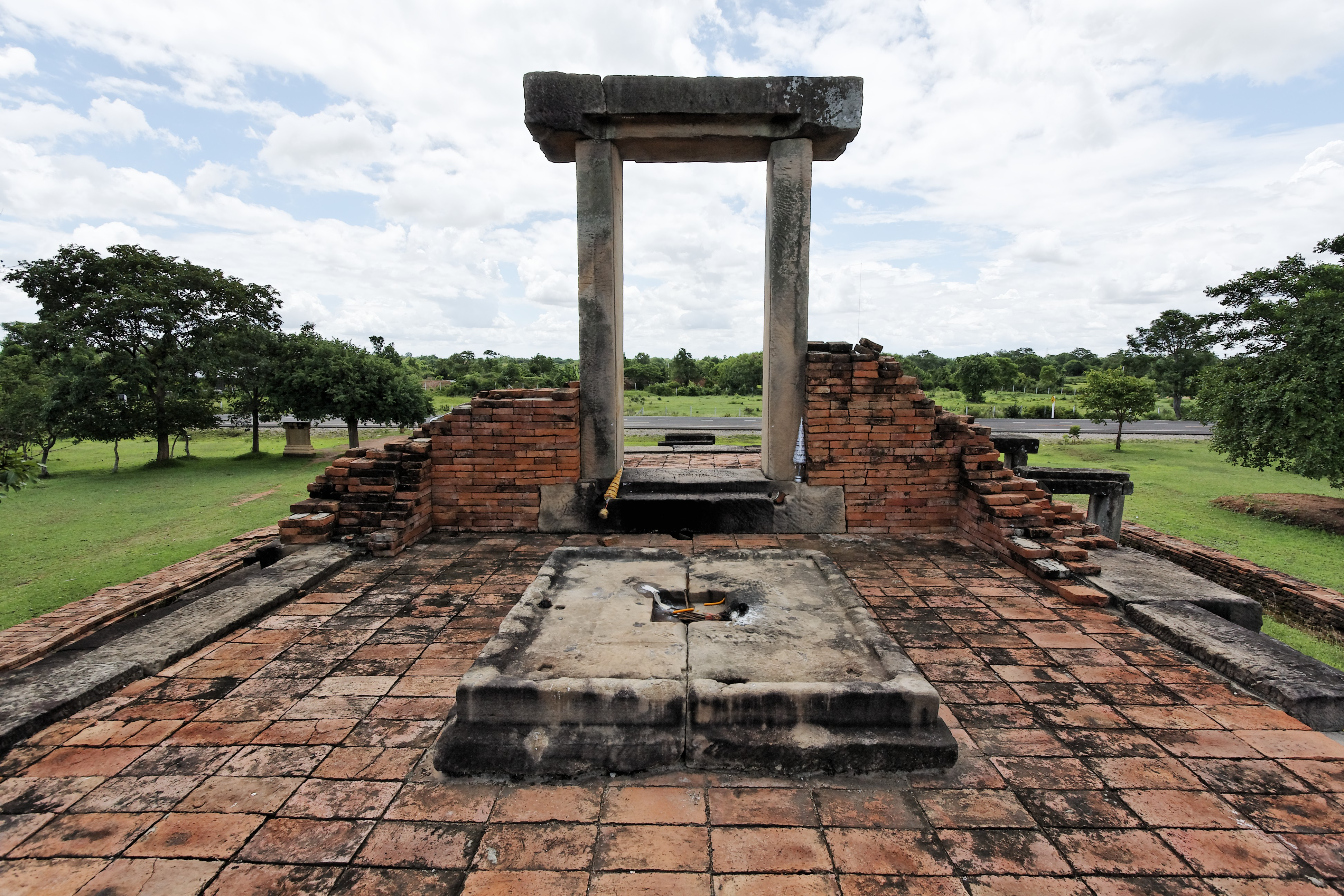
Vue prise depuis la plateforme de la tour sanctuaire